# Partido Liberal de Cuba
El Partido Liberal de Cuba (PLC) fue un partido político fundado en La Habana, el 9 de septiembre de 1878, cuando Cuba todavía era parte de España. Fue un partido fundado por la burguesía local, que buscaba obtener más autonomía a través de reformas. Luego, pasaría a denominarse Partido Liberal Autonomista de Cuba. Fue uno de los principales partidos políticos en Cuba desde 1910 hasta la Revolución cubana a fines de la década de 1950, cuando fue exiliado. 

## Historia

### Gobiernos liberales
Fundado como Partido Liberal Autonomista (PLA) en 1878 por miembros de la burguesía local, para expresar sus ideas liberales y de autonomía para la isla. Para contrarrestar al PLC se creó el Partido Unión Constitucional, que abogaba por una unión más fuerte entre la isla y la Península. Fue renombrado en 1898 y participó por primera vez en elecciones en 1910, cuando ganó 23 de los 41 escaños en las elecciones intermedias. Perdieron las elecciones generales de Cuba de 1912 ante la alianza Conjunción Patriótica, y terminaron segundos en las elecciones de 1914, 1916 (en las que obtuvieron el mismo número de escaños en la Cámara de Representantes que el Partido Nacional Conservador, pero obtuvieron menos escaños en la Senado) y 1918.
En las elecciones generales de Cuba de 1920, Alfredo Zayas y Alfonso del Partido Liberal ganó las elecciones presidenciales, aunque el partido perdió las elecciones parlamentarias a la Liga Nacional. Luego ganaron las elecciones de mitad de período en 1922. Para las elecciones generales de Cuba de 1924, el partido formó una alianza con el Partido Popular Cubano. Gerardo Machado, de la alianza, ganó las elecciones presidenciales, mientras que también ganó las elecciones al Senado y a la Cámara.
Posteriormente se llevaron a cabo las elecciones a la Asamblea Constitucional de Cuba de 1928 en las que el partido obtuvo 29 de los 55 escaños. El partido también ganó las elecciones intermedias en 1930 y 1932. Para las elecciones generales de Cuba de 1936 el partido formó parte de la Coalición Tripartita, junto a Unión Nacionalista y Acción Republicana, que ganó tanto las elecciones presidenciales (con Miguel Mariano Gómez como candidato) como las parlamentarias. El Partido Liberal pasó a ganar las elecciones intermedias de 1938.

### Caída del Partido Liberal
En las elecciones generales de Cuba de 1940, el partido volvió a formar parte de una alianza, la Coalición Popular Socialista, junto con la Unión Revolucionaria Comunista, Acción Progresista, la Asociación Nacional Democrática y el Partido Republicano Democrático. Fulgencio Batista, de la alianza, ganó las elecciones presidenciales, mientras que el Partido Liberal terminó segundo en las elecciones a la Cámara de Representantes. El partido ganó 21 escaños en las elecciones intermedias de 1942, igualado por el Partido Demócrata.
En las elecciones generales de Cuba de 1944, el partido terminó segundo en las elecciones a la Cámara de Representantes, con un desempeño similar en las elecciones de mitad de período de 1946. Para las elecciones presidenciales de Cuba de 1948, el partido presentó un candidato conjunto con el Partido Demócrata, pero perdió ante el Auténtico - Republicano Carlos Prío Socarrás. El partido también terminó segundo en las elecciones parlamentarias. En las elecciones de 1948 salió electo senador por el partido en Las Villas el expresidente Fulgencio Batista, a pesar de que vivía en Estados Unidos.
Una alianza con el Partido Demócrata y el Partido Auténtico ganó las elecciones parlamentarias de Cuba de 1950. Sin embargo, para las elecciones presidenciales de Cuba de 1954 el partido se alió contra el Partido Revolucionario Cubano Auténtico junto a Acción Progresista, la Unión Radical y el Partido Republicano Democrático, presentando al victorioso Fulgencio Batista como su candidato presidencial. El Partido Liberal terminó segundo en las elecciones a la Cámara detrás de Acción Progresista. Para las elecciones generales de Cuba de 1958 apoyaron al candidato oficialista Andrés Rivero Agüero.

## Sucesor
El partido moderno, denominado Partido Nacional Liberal de Cuba, fue fundado en 2004. Es miembro de la Internacional Liberal.